# Petrovci
Petrovci (szerbül Доњи Петровци / Donji Petrovci) település Szerbiában, a Vajdaságban, a Szerémségi körzetben, Ruma községben.

## Demográfiai változások
| 1948 | 1953 | 1961 | 1971 | 1981 | 1991 | 2002 |
| ---- | ---- | ---- | ---- | ---- | ---- | ---- |
| 858  | 945  | 1015 | 944  | 842  | 843  | 991  |